# Campeonato Mundial Femenino de fútbol sala 2015
El Campeonato Mundial Femenino de fútbol sala de 2015 se disputó en Ciudad de Guatemala (Guatemala) entre el 24 y el 29 de noviembre, siendo la sexta edición de este torneo celebrado bajo las reglas FIFA de fútbol sala, pero sin organización de la FIFA.

## Equipos participantes
| Equipos participantes | Equipos participantes | Equipos participantes | Equipos participantes |
| --------------------- | --------------------- | --------------------- | --------------------- |
| Brasil                | España                | Irán                  | Portugal              |
| Costa Rica            | Guatemala             | Japón                 | Rusia                 |

## Fase de grupos

### Grupo A
| Equipo     | Pts | PJ | PG | PE | PP | GF | GC | GD  |
| ---------- | --- | -- | -- | -- | -- | -- | -- | --- |
| Brasil     | 7   | 3  | 2  | 1  | 0  | 16 | 1  | 15  |
| Portugal   | 7   | 3  | 2  | 1  | 0  | 11 | 3  | 8   |
| Costa Rica | 3   | 3  | 1  | 0  | 2  | 3  | 17 | -14 |
| Irán       | 0   | 3  | 0  | 0  | 3  | 2  | 11 | -9  |

| 24 de noviembre de 2015 | Brasil                                                               | 9:0 (5:0) | Costa Rica | Domo Polideportivo, Ciudad de Guatemala |                                        |
|                         | Lucileia · Vanessa · Valeria · Ju Delgado · Taty · Luisa · Amandinha | Reporte   |            | Árbitro(s): Leroy Brown Bettia Cingari  | Árbitro(s): Leroy Brown Bettia Cingari |

| 24 de noviembre de 2015 | Irán              | 1:3 (1:1) | Portugal                                                 | Domo Polideportivo, Ciudad de Guatemala    |                                            |
|                         | Nasimeh Gholam 2' | Reporte   | 11' Janice Silva · 30' Melissa Antunes · 36' Ana Azevedo | Árbitro(s): Irina Velikanova Kumiko Matsuo | Árbitro(s): Irina Velikanova Kumiko Matsuo |

| 25 de noviembre de 2015 | Portugal | 7:1 (3:0) | Costa Rica         | Domo Polideportivo, Ciudad de Guatemala     |                                             |
|                         | Mélissa Antunes 1' 15' · Sara Ferreira 9' · Janice Silva 28' · Daniela Ferreira 29' · Carla Vanessa 31' 36' | Reporte   | 29' Mónica Badilla | Árbitro(s): Kumiki Niitsuma Raquel González | Árbitro(s): Kumiki Niitsuma Raquel González |

| 25 de noviembre de 2015 | Irán | 0:6 (0:4) | Brasil                                    | Domo Polideportivo, Ciudad de Guatemala    |                                            |
|                         |      | Reporte   | Diana · Jessika · Taty · Lucileia · Luisa | Árbitro(s): Carlos González Betina Cingari | Árbitro(s): Carlos González Betina Cingari |

| 26 de noviembre de 2015 | Costa Rica                              | 2:1 (0:1) | Irán         | Domo Polideportivo, Ciudad de Guatemala     |                                             |
|                         | Priscila Torres 30' · Natalia López 39' | Reporte   | 7' Ardallani | Árbitro(s): Carlos González Irina Vlikanova | Árbitro(s): Carlos González Irina Vlikanova |

| 26 de noviembre de 2015 | Brasil               | 1:1 (0:0) | Portugal          | Domo Polideportivo, Ciudad de Guatemala |                                         |
|                         | Lucileia Minuzzo 39' | Reporte   | 39' Carla Vanessa | Árbitro(s): Raquel González Leroy Brown | Árbitro(s): Raquel González Leroy Brown |

### Grupo B
| Equipo    | Pts | PJ | PG | PE | PP | GF | GC | GD |
| --------- | --- | -- | -- | -- | -- | -- | -- | -- |
| Rusia     | 7   | 3  | 2  | 1  | 0  | 5  | 1  | 4  |
| España    | 6   | 3  | 2  | 0  | 1  | 16 | 5  | 11 |
| Guatemala | 4   | 3  | 1  | 1  | 1  | 2  | 11 | -9 |
| Japón     | 0   | 3  | 0  | 0  | 3  | 3  | 9  | -6 |

| 24 de noviembre de 2015 | España          | 1:3 (0:3) | Rusia                                        | Domo Polideportivo, Ciudad de Guatemala  |                                          |
|                         | Vane Sotelo 24' | Reporte   | 7' Samorodova · 13' Korzhova · 18' Kuleshova | Árbitro(s): Giselle Torri Liang Quinyung | Árbitro(s): Giselle Torri Liang Quinyung |

| 24 de noviembre de 2015 | Guatemala                           | 2:1 (2:0) | Japón      | Domo Polideportivo, Ciudad de Guatemala   |                                           |
|                         | María Celeste 4' · Meylin Sáenz 10' | Reporte   | 31' Sakata | Árbitro(s): Analia de Rosa Yeraldín Araya | Árbitro(s): Analia de Rosa Yeraldín Araya |

| 25 de noviembre de 2015 | Japón                      | 2:5 (1:2) | España                                                     | Domo Polideportivo, Ciudad de Guatemala       |                                               |
|                         | Sakurada 8' · Nakajima 22' | Reporte   | 2' Vane Sotelo · 5' Iria · 27' 35' Isa García · 40' Amelia | Árbitro(s): Rosa Carvalho Maryam Pourjafarian | Árbitro(s): Rosa Carvalho Maryam Pourjafarian |

| 25 de noviembre de 2015 | Guatemala | 0:0     | Rusia | Domo Polideportivo, Ciudad de Guatemala   |                                           |
|                         |           | Reporte |       | Árbitro(s): Analía Da Rosa Yeraldín Araya | Árbitro(s): Analía Da Rosa Yeraldín Araya |

| 26 de noviembre de 2015 | Rusia                       | 2:0 (0:0) | Japón | Domo Polideportivo, Ciudad de Guatemala  |                                          |
|                         | Filisova 26' · Khorzova 39' | Reporte   |       | Árbitro(s): Nettina Cingari Liz Arellano | Árbitro(s): Nettina Cingari Liz Arellano |

| 26 de noviembre de 2015 | Guatemala | 0:10 (0:4) | España                                                                             | Domo Polideportivo, Ciudad de Guatemala                               |                                                                       |
|                         |           | Reporte    | 4' 33' 40' Vane Sotelo · 9' Iria Saeta · 11' Ampi · 13' 22' 23' Rebeca · 38' Erika | Asistencia: 3000 espectadores Árbitro(s): Giselle Torri Liang Qing Yu | Asistencia: 3000 espectadores Árbitro(s): Giselle Torri Liang Qing Yu |

## Fase final

### Cuadro general
|  | Semifinales             | Semifinales             |   |                     | Final                   | Final                   |  |
|  | 28 de noviembre de 2015 | 28 de noviembre de 2015 |   |                     | 29 de noviembre de 2015 | 29 de noviembre de 2015 |  |
|  |                         |                         |   |                     |                         |                         |  |
|  | Ciudad de Guatemala     |                         |   |                     |                         |                         |  |
|  | Brasil                  | 4                       |   |                     |                         |                         |  |
|  | España                  | 0                       |   |                     |                         |                         |  |
|  |                         |                         |   |                     |                         |                         |  |
|  |                         |                         |   |                     | Ciudad de Guatemala     |                         |  |
|  |                         |                         |   |                     | Brasil                  | 3                       |  |
|  |                         | Rusia                   | 0 |                     |                         |                         |  |
|  |                         |                         |   |                     |                         |                         |  |
|  |                         |                         |   |                     |                         |                         |  |
|  |                         |                         |   |                     | Tercer lugar            |                         |  |
|  | Ciudad de Guatemala     | Ciudad de Guatemala     |   | Ciudad de Guatemala | Ciudad de Guatemala     |                         |  |
|  | Rusia                   | 7                       |   | España              | 9                       |                         |  |
|  | Portugal                | 2                       |   |                     | Portugal                | 1                       |  |

|  | Quinto puesto play-off |   |
|  |                        |   |
|  | 30 de marzo            |   |
|  |                        |   |
|  | Costa Rica             | 2 |
|  | Costa Rica             | 2 |
|  | Guatemala              | 1 |
|  | Guatemala              | 1 |

|  | Séptimo puesto play-off |   |
|  |                         |   |
|  | 29 de marzo             |   |
|  |                         |   |
|  | Irán                    | 2 |
|  | Irán                    | 2 |
|  | Japón                   | 1 |
|  | Japón                   | 1 |

### Séptimo y octavo lugar
| 27 de noviembre de 2015 | Irán                                   | 2:1 (1:0) | Japón             | Domo Polideportivo, Ciudad de Guatemala |                                        |
|                         | Sara Shirbeigi 19' · Miku Sakurada 33' | Reporte   | 19' Miku Sakurada | Árbitro(s): Liz Arellano Rosa Carvalho  | Árbitro(s): Liz Arellano Rosa Carvalho |

### Quinto y sexto lugar
| 27 de noviembre de 2015 | Costa Rica                             | 2:1 (0:1) | Guatemala          | Domo Polideportivo, Ciudad de Guatemala        |                                                |
|                         | Daniela Hidalgo 31' Tamara De León 32' |           | Tamara De León 14' | Árbitro(s): Analia de Rosa Maryam Pourjafarian | Árbitro(s): Analia de Rosa Maryam Pourjafarian |

### Semifinales
| 28 de noviembre de 2015 | Brasil                                                                            | 4:0 (1:0) | España | Domo Polideportivo, Ciudad de Guatemala   |                                           |
|                         | Vanessa Pereira 7' · Valeria Schmidt 32' · Caroline Da Silva 37' · Ju Delgado 39' | Reporte   |        | Árbitro(s): Kumiko Matsuo Carlos González | Árbitro(s): Kumiko Matsuo Carlos González |

| 28 de noviembre de 2015 | Rusia                                                                            | 7:2 (2:1) | Portugal                              | Domo Polideportivo, Ciudad de Guatemala   |                                           |
|                         | Filisova 16' · Durandina 20' · Olkova 25' 39' · Chernova 35' · Kuleshova 39' 40' | Reporte   | 19' Carla Silva · 39' Daniel Ferreira | Árbitro(s): Raquel González Giselle Torri | Árbitro(s): Raquel González Giselle Torri |

### Tercer y cuarto lugar
| 29 de noviembre de 2015 | España                                                                                 | 9:1 (4:0) | Portugal        | Domo Polideportivo, Ciudad de Guatemala     |                                             |
|                         | Vane Sotelo 1' 12' 22' 37' · Isa García 2' · Ampi 7' · Peque 32' 35' · Anita Luján 36' | Reporte   | 22' Carla Silva | Árbitro(s): Irina Velikanova Yeraldín Araya | Árbitro(s): Irina Velikanova Yeraldín Araya |

### Final
| 29 de noviembre de 2015 | Brasil                                    | 3:0 (3:0) | Rusia | Domo Polideportivo, Ciudad de Guatemala   |                                           |
|                         | Amandinha 15' 17' · Carolina Da Silva 18' | Reporte   |       | Árbitro(s): Bettina Cingari Liang Qing Yu | Árbitro(s): Bettina Cingari Liang Qing Yu |

|                             |
| Bandera de Brasil           |
| Campeona Brasil 6.to Título |

## Tabla general
| Pos. | Equipo     | Pts | J | G | E | P | GF | GC | Dif. | Rend. |
| ---- | ---------- | --- | - | - | - | - | -- | -- | ---- | ----- |
| 1    | Brasil     | 13  | 5 | 4 | 1 | 0 | 23 | 1  | 22   | 86,7% |
| 2    | Rusia      | 10  | 5 | 3 | 1 | 1 | 12 | 6  | 6    | 60%   |
| 3    | España     | 9   | 5 | 3 | 0 | 2 | 25 | 10 | 15   | 60%   |
| 4    | Portugal   | 7   | 5 | 2 | 1 | 2 | 14 | 19 | -5   | 46,7% |
| 5    | Costa Rica | 6   | 4 | 2 | 0 | 2 | 5  | 18 | -13  | 50%   |
| 6    | Guatemala  | 4   | 4 | 1 | 1 | 2 | 3  | 13 | -10  | 33,3% |
| 7    | Irán       | 3   | 4 | 1 | 0 | 3 | 4  | 12 | -8   | 25%   |
| 8    | Japón      | 0   | 4 | 0 | 0 | 4 | 4  | 11 | -7   | 0%    |